# Căderea Imperiului Roman (film)
Căderea Imperiului roman (titlu original: în engleză The Fall of the Roman Empire) este un film monumental, regizat în anul 1964 de regizorul american Anthony Mann.

## Acțiune
În anii 180 d.C. se face simțită decăderea treptată a Imperiului roman. După ce s-a liniștit situația la granițele de nord ale imperiului, împăratul roman Marc Aureliu, care era bătrân, vrea să încredințeze conducerea statului tribunului militar Livius, neavând încredere în fiul său, Commodus. Înainte de a putea comunica hotărârea lui, Aureliu moare otrăvit. Lucilla, fiica lui Aureliu, cu toate că îl iubea pe Livius, pentru a asigura pacea imperiului la granițele din răsărit, trebuie să se mărite cu regele Armeniei. Toate aceste manevre politice sunt de prisos, fiind zădărnicite de ambiția și cruzimea lui Commodus, care va duce, în final, la prăbușirea imperiului.

## Distribuția
| Actor               | Rol          |
| ------------------- | ------------ |
| Sophia Loren        | Lucilla      |
| Stephen Boyd        | Livius       |
| Alec Guinness       | Marc Aureliu |
| James Mason         | Timonides    |
| Christopher Plummer | Commodus     |
| Anthony Quayle      | Verulus      |
| John Ireland        | Ballomar     |
| Omar Sharif         | Sohaemus     |
| Mel Ferrer          | Cleander     |
| Eric Porter         | Julianus     |
| Finlay Currie       | Senator      |
| Andrew Keir         | Polybius     |
| Douglas Wilmer      | Niger        |
| George Murcell      | Victorinus   |
| Norman Wooland      | Virgilianus  |